# Картрајт (Оклахома)
Картрајт (енгл. Cartwright) насељено је место без административног статуса у америчкој савезној држави Оклахома.

## Демографија
По попису из 2010. године број становника је 609.
| Група             | 2000.    | 2010.       |
| Белци             | 0 (0,0%) | 445 (73,1%) |
| Афроамериканци    | 0 (0,0%) | 9 (1,5%)    |
| Азијати           | 0 (0,0%) | 4 (0,7%)    |
| Хиспаноамериканци | 0 (0,0%) | 50 (8,2%)   |
| Укупно            | 0        | 609         |